# Krypton (série télévisée)
Pour les articles homonymes, voir Krypton (homonymie).
Krypton est une série télévisée américaine en vingt épisodes de 45 minutes, développée par David S. Goyer et Damian Kindler, diffusée entre le 21 mars 2018 et le 14 août 2019 sur Syfy et sur Space au Canada.
En France, elle est diffusée depuis le 14 mai 2019 sur Syfy et au Québec depuis le 3 septembre 2019 sur Z. Elle reste inédite dans les autres pays francophones.

## Synopsis
Planète Krypton, environ 200 ans avant sa destruction et la naissance de Superman. Le gouvernement est tombé sous la coupe d'un homme masqué se faisant appeler "La Voix de Rao", qui impose la croyance selon laquelle les Kryptoniens sont la seule forme de vie intelligente de l'Univers et dirige la planète d'une main de fer. Le futur grand-père de l'Homme d'acier, Seg-El, voit son propre grand-père, Val-El, exécuté pour avoir refusé de prêter allégeance au nouveau régime et clamé l'existence d'autres espèces intelligentes dans l'univers. Quinze ans plus tard, Seg-el a renoncé à tenter de sauver l'honneur de sa famille, la Maison de El, qui a été humiliée et déchue. C'est alors qu'il rencontre un Terrien, Adam Strange, venu du futur pour le prévenir de l'attaque prochaine de la plus grande menace à laquelle Krypton ait pu faire face : Brainiac.

## Distribution

### Acteurs principaux
- Cameron Cuffe (en) (VF : Julien Allouf) : Seg-El, grand père de Superman
- Georgina Campbell (VF : Déborah Claude) : Lyta-Zod, amante de Seg
- Shaun Sipos (VF : Valentin Merlet) : Adam Strange
- Elliot Cowan (VF : Bruno Magne) : Daron-Vex, chef de la Maison des Vex et second de la Voix de Rao
- Ann Ogbomo (en) (VF : Corinne Wellong) : Jayna-Zod, mère de Lyta et Primus des Sagitaris, chef militaire de Kandor
- Aaron Pierre (VF : Diouc Koma) : Dev-Em (en), second de Lyta
- Rasmus Hardiker (VF : Damien Witecka) : Kem, ami de Seg
- Wallis Day (VF : Dorothée Pousseo) : Nyssa-Vex, fille de Daron et promise officielle de Seg
- Blake Ritson (VF : Laurent Morteau) : Brainiac/ La Voix de Rao, chef religieux de Kandor
- Ian McElhinney (VF : Frédéric Cerdal) : Val-El, grand-père de Seg et chef scientifique de Kandor
- Colin Salmon (VF : Frantz Confiac) : Général Zod
- Hannah Waddingham (VF : Anne Dolan) : Jax-Ur, leader du groupe terroriste Black Zéro (récurrente saison 1)

### Acteurs récurrents
- Alexis Raben (VF : Magalie Mateci) : Rhom
- Tipper Seifert-Cleveland (VF : Maryne Bertieaux) : Ona
- Andrea Vasiliou (VF : Alexandra Ansidei) : Kol-Da
- Sarah Armstrong : Kiyo
- India Mullen (VF : Diane Kristanek) : Sevi
- Sonita Henry (VF : Zaïra Benbadis) : Raika
- Lukas Loughran (sv) : Junra
- Emmett J. Scanlan (en) (VF : Boris Rehlinger) : Lobo

### Invités
- Rupert Graves : Ter-El
- Paula Malcomson : Charys-El
- Gordon Alexander : Quex-Ul

## Production

### Développement
Le 22 mai 2018, SyFy renouvelle la série pour une deuxième saison qui sera diffusée en 2019.
Le 16 août 2019, la série est annulée.

### Tournage
La série est tournée aux Belfast Harbour Studios à Belfast, en Irlande du Nord. Elle a eu aussi de nombreux extérieurs en Serbie ainsi qu'à Montréal, au Canada.

### Fiche technique
- Titre original : Krypton
- Création : David S. Goyer
- Direction artistique : John Merry et Jelena Sopic
- Décors : Ondrej Nekvasil et Alec Hammond
- Production exécutive : David S. Goyer, Damian Kindler et Cameron Welsh
- Distribution : Priscilla John et Wendy O'Brien
- Costumes : Bojana Nikitovic et Varvara Avdyushko
- Photographie : Christopher Baffa, James Mather et Simon Dennis
- Montage : Steve Haugen, Joel Griffen et Jeff Betancourt
- Musique : Pinar Toprak
- Sociétés de production : DC Entertainment / Phantom Four / Warner Horizon Television
- Société de distribution : Warner Bros Television
- Pays d'origine :  États-Unis /  Canada /  Serbie /  Irlande
- Langue d'origine : Anglais stéréo
- Image : Couleurs
- Ratio écran : 16:9 HD
- Genre : Science-fiction
- Durée : 45 minutes

## Épisodes

### Première saison (2018)
1. Au commencement (Pilot)
2. La Maison de El (House of El)
3. L'Initiative Sans-rang (The Rankless Initiative)
4. La Parole de Rao (The Word of Rao)
5. La Maison de Zod (House of Zod)
6. Guerres civiles (Civil Wars)
7. Transformation (Transformation)
8. Nuit de sang (Savage Night)
9. Un nouvel espoir (Hope)
10. La Zone fantôme (The Phantom Zone)

### Deuxième saison (2019)
Elle est diffusée depuis le 12 juin 2019.
1. À des années-lumière de la maison (Light-Years from Home)
2. Lobo (Ghost in the Fire)
3. La Volonté de puissance (Will to Power)
4. Le Retour du père prodigue (Danger Close)
5. Un meilleur passé (A Better Yesterday)
6. En Zod nous croyons (In Zod We Trust)
7. Zod, et autres monstres (Zods and Monsters)
8. Black Mercy (Mercy)
9. Lune de sang (Blood Moon)
10. L'Alpha et l'oméga (The Alpha and the Omega)